# Werner Schley
Werner Schley (Basilea, 25 gennaio 1935 – Maiorca, 30 maggio 2007) è stato un allenatore di calcio e calciatore svizzero, di ruolo portiere.

## Carriera

### Club
Ha sempre giocato nel campionato svizzero.

### Nazionale
Ha collezionato 2 presenze con la sua nazionale.

## Palmarès

### Giocatore

#### Competizioni nazionali
- Campionato svizzero: 2

Basilea: 1952-1953
Zurigo: 1962-1963